# Porta di San Romano

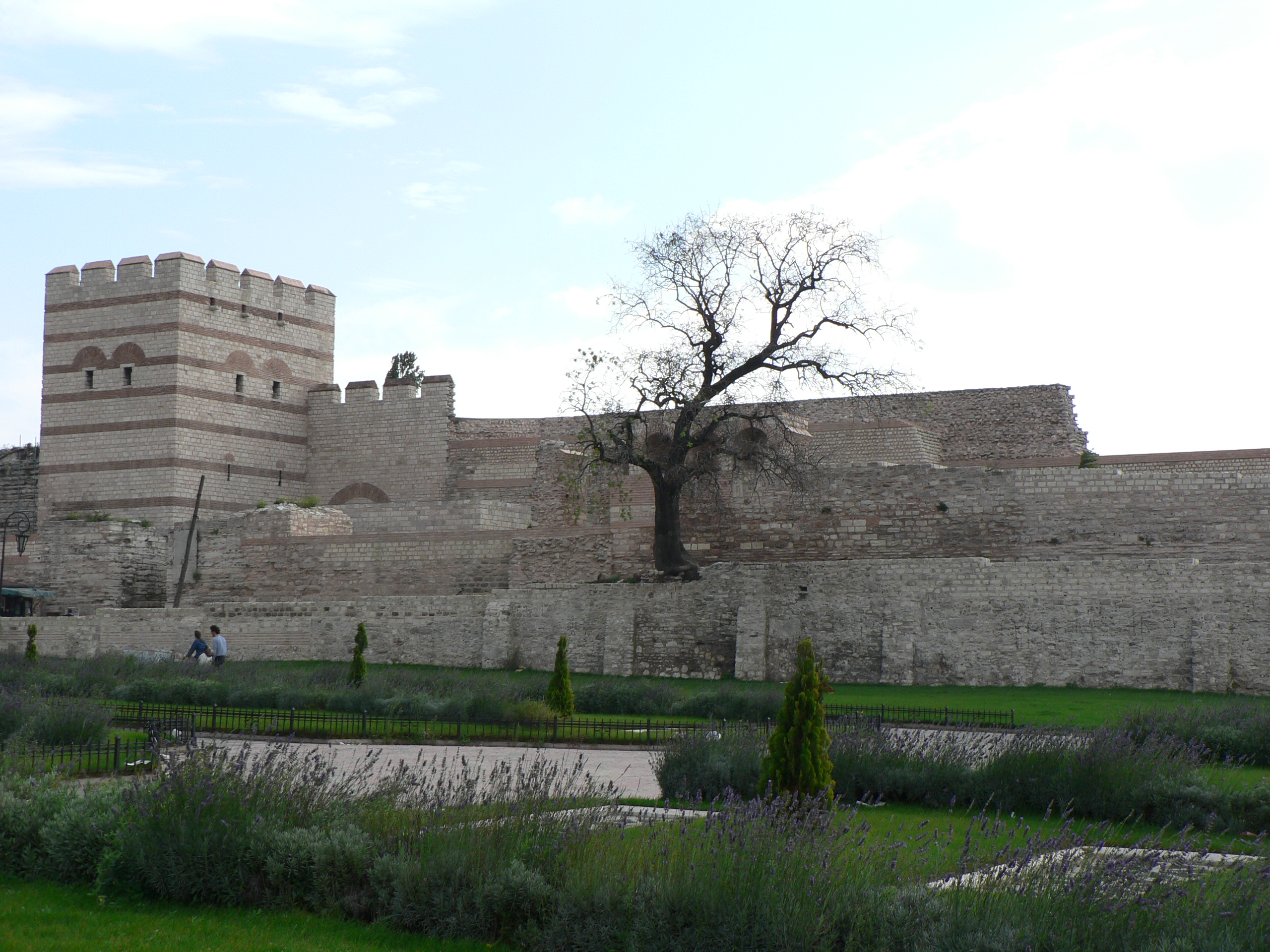
La porta di San Romano a Costantinopoli vista da fuori le mura della città.

La porta di San Romano, oggi Topkapi (Porta del cannone), è una porta, tuttora conservata, delle mura della città di Costantinopoli (oggi Istanbul), costruita nel V secolo dall'architetto Antemio per volere dell'imperatore Teodosio II.

## Il progetto e le caratteristiche difensive

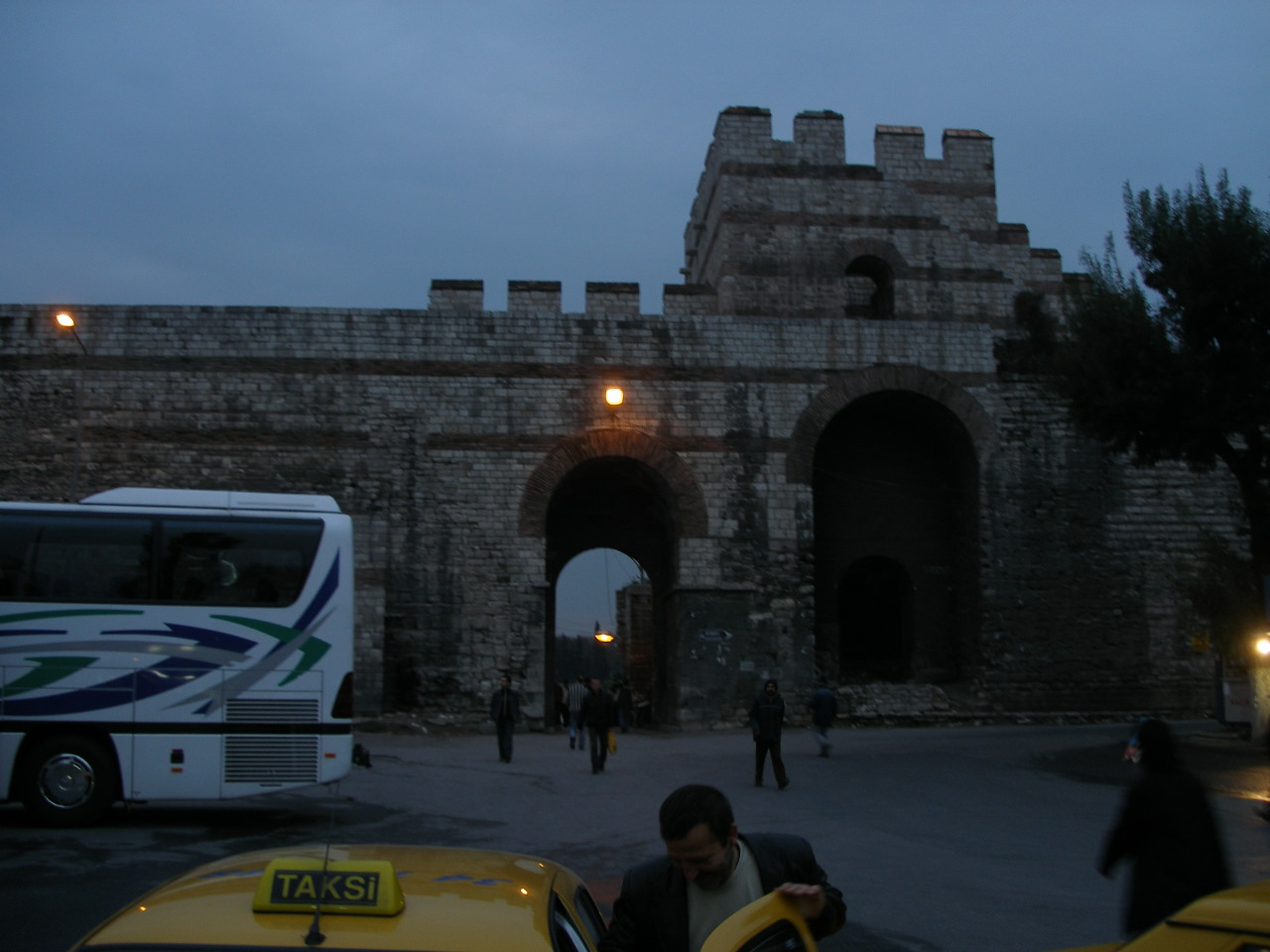
La porta di San Romano a Costantinopoli vista dall'interno delle mura della città.

Come le altre porte della cinta muraria (particolarmente ben conservata la porta di Belgrado) si tratta di un doppio ingresso che attraversa la duplice cinta da cui sono costituite le mura cittadine teodosiane, con un cortile interno delimitato da muri trasversali (peribolos). La porta della cinta interna era quella più importante ed era fiancheggiata da due alte torri, dalle quali, grazie alla loro altezza, era possibile proteggere anche l'ingresso posto sulla cinta più esterna. Le torri erano simili a quelle che si trovavano lungo l'intero percorso delle mura; la loro posizione permetteva ai difensori di proteggere l'ingresso più interno dai tiri degli arcieri nemici.
L'ingresso esterno invece era piuttosto modesto, un semplice portone ad arco appena sopraelevato rispetto al livello della cinta esterna.

## La storia
La porta subì gravi devastazioni durante l'assedio di Costantinopoli del 1453, durante il quale crollò una delle torri dell'ingresso più interno. Fu probabilmente questo il luogo in cui morì, nel corso dell'assedio, l'ultimo imperatore bizantino, Costantino XI, impegnandosi nella difesa di quello che era considerato il punto più debole delle difese della città.
Mancavano inoltre molti dei merli delle mura ed erano inoltre mal conservati i muri trasversali che recingono il peribolos. La porta è stata interessata dai lavori di restauro intrapresi a partire dal 2005 dal governo turco per tutte le architetture d'epoca bizantina d'Istanbul.